# ドン・ハーン
ドン・ハーン（Don Hahn, 1955年 - ）は、ウォルト・ディズニー・カンパニーに在籍するプロデューサーである。ディレクターとしての顔も持つ。イリノイ州シカゴ出身。

## 経歴
1976年にウォルト・ディズニー・カンパニーでのキャリアをスタートし、1991年に公開された『美女と野獣』にプロデューサーとして製作に参加したのを皮切りに次々と、『ライオン・キング』や『ノートルダムの鐘』といわゆる「ディズニーの第2次黄金期」のプロデューサーを勤めた。また、プロデューサー業だけではなく『ファンタジア2000』では監督としての手腕を発揮した。

## プロデューサー兼監督としての実力
上記のとおり「ディズニーの第2次黄金期」の人気作品でプロデューサーをしたこともあり、2009年現在の当代きっての押しも押されもせぬトップ・プロデューサーとなっている。
プロデューサーを務めた『美女と野獣』では、製作チームである600人ものアーティストを集めてまとめ第64回アカデミー賞で、この分野で初めての快挙となる作品賞にノミネートされるという偉業を達成した。累計で17回ノミネートされている。
アニメーションだけではなく、実写映画のプロデューサーもしている。

## 製作に関わった作品
| 公開 | 邦題 原題                                                         | クレジット                     | 日本公開       | 備考 |
| ---- | ----------------------------------------------------------------- | ------------------------------ | -------------- | --- |
| 1988 | Who Framed Roger Rabbit                                           | アシスタント・プロデューサー   | ?              | |
| 1989 | Tummy Trouble                                                     | プロデューサー                 | ?              | |
| 1990 | Roller Coaster Rabbit                                             | プロデューサー                 | ?              | |
| 1991 | Michael & Mickey                                                  | セグメント・プロデュサー       | ?              | |
| 1991 | 美女と野獣 Beauty and the Beast                                   | プロデューサー                 | 1992年9月23日  | |
| 1993 | ナイトメアー・ビフォア・クリスマス The Nightmare Before Christmas | プロデューサー                 | 1994年10月15日 | 2006年にデジタル3D化されたバージョンが製作、シネマイクスピアリで劇場公開されている。                                                                               |
| 1994 | ライオン・キング The Lion King                                    | プロデューサー                 | 1994年7月23日  | |
| 1996 | ノートルダムの鐘 The Bells of Notre Dame                          | プロデューサー                 | 1996年7月24日  | 原題は『THE HUNCHBACK OF NOTRE DAME』だが、日本語訳『ノートルダムのせむし男』が放送コードに引っかかるため、邦題は変更され『The Bells of Notre Dame』となっている。 |
| 2000 | ラマになった王様 The Emperor's New Groove                         | プロデューサー                 | 2001年7月24日  | |
| 2001 | アトランティス 失われた帝国 Atlantis: The Lost Empire             | プロデューサー                 | 2001年12月8日  | |
| 2003 | ホーンテッドマンション The Haunted Mansion                        | プロデューサー                 | 2004年4月24日  | |
| 2004 | Lorenzo                                                           | エグセクティブ・プロデューサー | ?              | |
| 2004 | One by One                                                        | プロデューサー                 | ?              | ビデオ販売のみ |
| 2006 | The Little Matchgirl                                              | プロデューサー                 | ?              | |
| 2007 | アース Earth                                                      | エグセクティブ・プロデューサー | 2008年1月12日  | |
| 2007 | The Chestnut Tree                                                 | エグセクティブ・プロデューサー | ?              | |
| 2009 | Waking Sleeping Beauty                                            | プロデューサー                 | ?              | |
| 2012 | フランケンウィニー Frankenweenie                                  | エグセクティブ・プロデューサー | 2012年12月15日 | |
| 2014 | マレフィセント Maleficent                                         | プロデューサー                 | 2014年7月5日   | |
| 2017 | 美女と野獣 Beauty and the Beast                                   | エグゼクティブ・プロデューサー | 2017年4月21日  | |
| 2019 | みんなあつまれ! ワンダーパーク Wonder Park                        | エグゼクティブ・プロデューサー | ?              | DVDスルー |